# Wiener Wohnzimmeroper
Die Wiener Wohnzimmeroper (kurz: WWO) ist ein seit 2010 bestehendes mobiles Opernhaus, das vor allem Kurzopern spielt. Mit dem Grundkonzept, die Tradition der klassischen Hausmusik neu zu beleben, bespielt sie private und öffentliche Räumlichkeiten und erschließt diese als Opernschauplatz.

## Repertoire
Die Wiener Wohnzimmeroper startete mit einer Inszenierung der Gian-Carlo-Menotti-Oper The Telephone durch Nestroy-Theaterpreis-Träger Nikolaus Habjan. Auf dem Spielplan stehen Klassiker der Kurzopernliteratur wie etwa La serva padrona oder Der Schauspieldirektor und modern inszenierte Bach-Kantaten wie etwa Schweigt stille, plaudert nicht (BWV 211) die auch bei Gastspielen auf in- und ausländischen Kleinbühnen gezeigt werden. 2016 war die Wiener Wohnzimmeroper zum Festakt 250 Jahre Schweizer Mozartweg geladen, 2017 eröffnete man die Salzburger Festspiele mit einer Inszenierung von Sigrid Tschiedl. 2018 startet das nach Wiener Vorbild gegründete Schwesterprojekt Soffoperan in Schweden. Prominente Gäste waren Senka Brankovic, Alexander Puhrer,Nikolaus Habjan und Laszlo Gyuker.